# Suppression of Enemy Air Defences
Suppression of Enemy Air Defences (SEAD) zijn vliegmissies om vijandige luchtafweer uit te schakelen. De United States Navy (marine) gebruikt de benaming Iron Hand voor deze missies. Bij de United States Air Force (luchtmacht) worden SEAD-missies Wild Weasel genoemd.

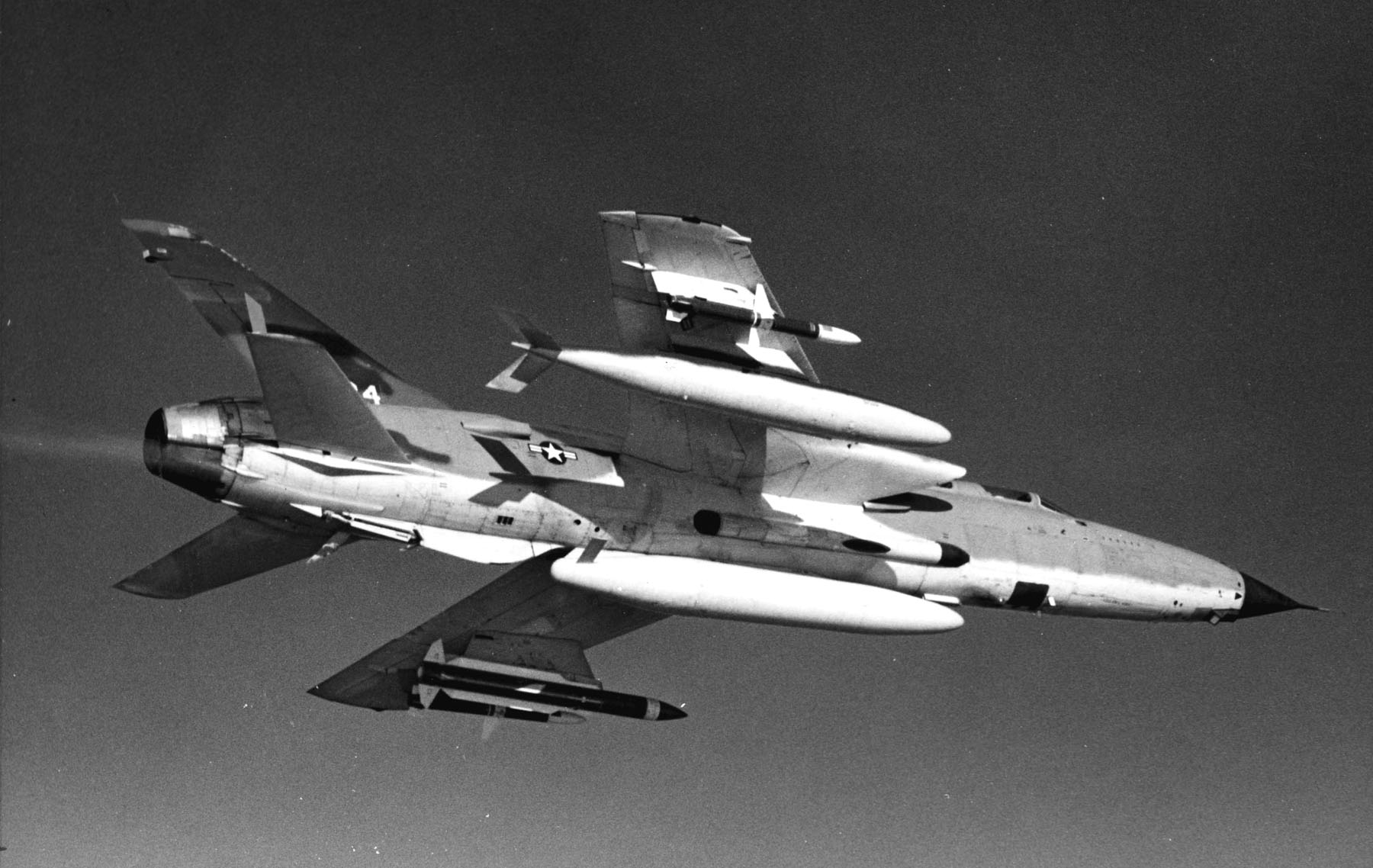
Een Republic F-105 Thunderchief F-105G tijdens een Iron Hand missie

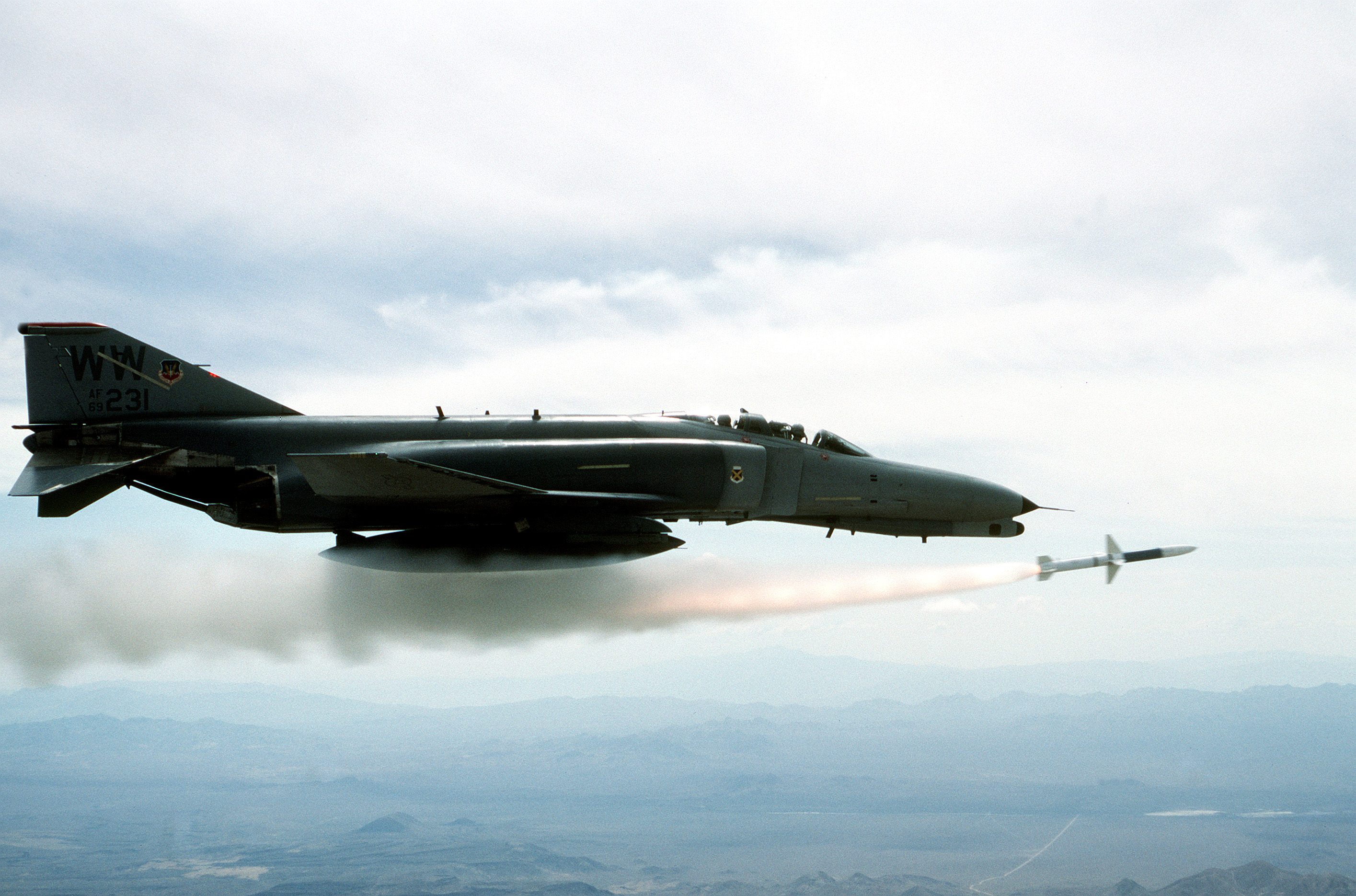
Een McDonnell Douglas F-4 Phantom II lanceert een AGM-45A Shrike antiradarraket

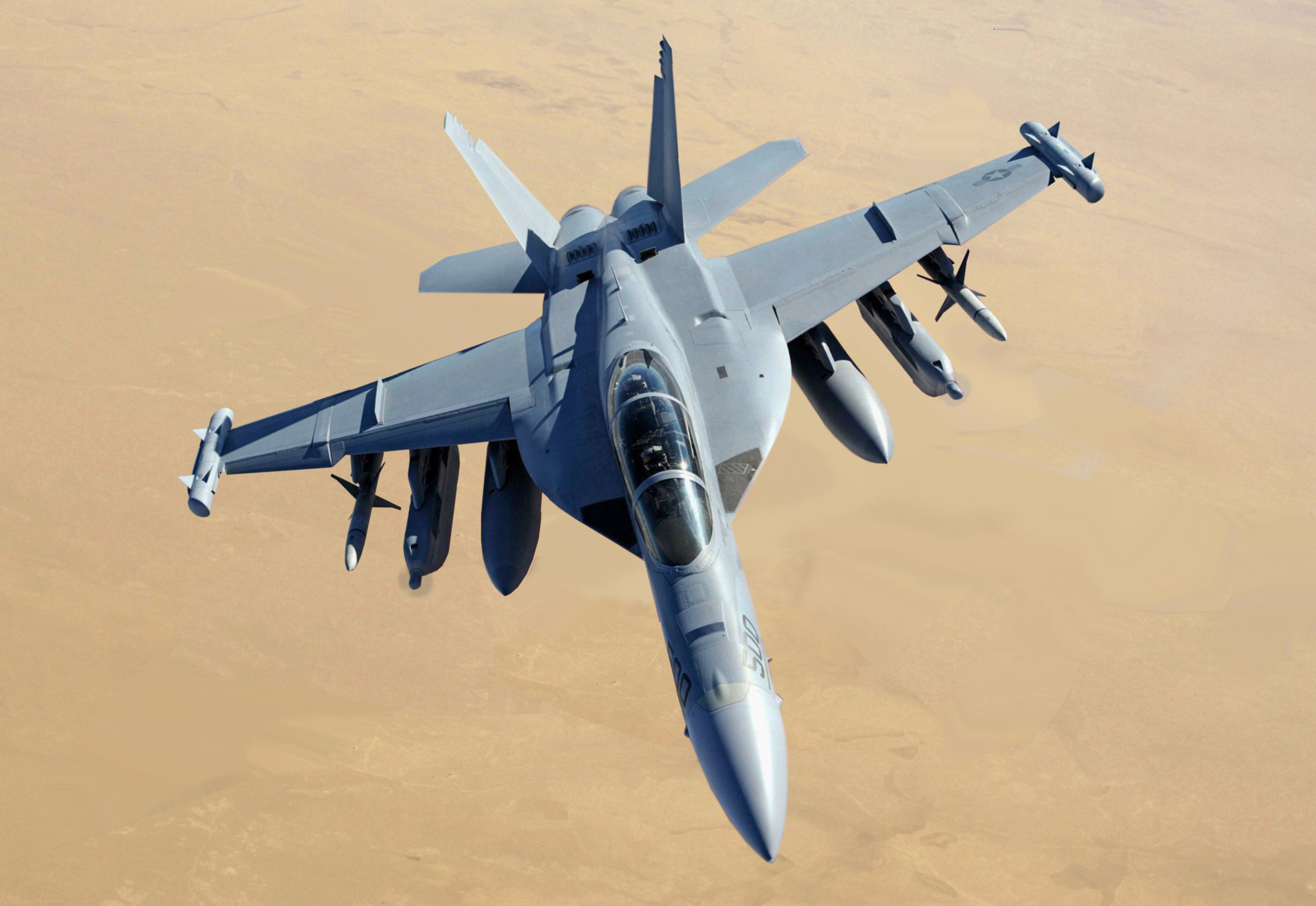
Een Boeing EA-18G Growler van de United States Navy met AGM-88 HARM antiradarraketten

## Achtergrond
Gedurende de Vietnamoorlog werden de Amerikaanse vliegtuigen vooral in het begin in groten getale beschadigd of neergeschoten. Hierop werden speciale tactieken ontwikkeld om de vijandelijke luchtafweer, meestal bestaande uit radargeleid luchtafweergeschut en SA-2 Guideline-raketten, zo veel mogelijk te hinderen, te beschadigen en te vernietigen. 
Dit soort missies werd gerekend tot een van de gevaarlijkste tactische missies en stond bekend onder de naam Iron Hand. Vliegers van het USAF 469th Tactical Fighter Squadron voerden deze missies vaak uit met hun F-105F en -G Wild Weasel Thunderchiefs.
Iron Hand had als doel het onmogelijk maken van de taakuitvoering of het vernietigen van de vijandelijke surface-to-air missile (SAM)sites.

## Geschiedenis
Begin 1966 vlogen standaard F-105D’s zonder enige vorm van electronic counter measure-apparatuur (ECM) mee met F-100 Super Sabre Wild-Weasel-I-toestellen die beschikten over de eerste basis-ECM-uitrusting. De F-100 identificeerde dan de SAM-site en de F-105D’s deden de aanval op de site. Deze missies (en de verliezen) liepen steeds meer op in aantallen zodat de F105D werd vervangen door meer capabele en gespecialiseerde F-105F en -G’s. Deze tweepersoonstoestellen waren voorzien van nieuwe wapens en ECM-apparatuur.
De volgende alinea's geven de evolutie van de Iron Hand-missies en tactieken weer. Ze komen van USAF-majoor Bob Krone, in de lente van 1966 commandant van 469th Tac Fighter Sqn, en uit het tactisch handboek van 388th Tactical Fighter Wing.
Toen het Wild Weasel 1-detachment met F-100’s en electronic counter measures op de basis Korat in Thailand was gelegerd nam 469th TFS deel aan de eerste Iron Hand-missie en ging hiermee door tot aan de eerste helft van 1966. 
In het begin was het search en destroy-principe voor de SA-2 Guideline raketsites duidelijk te hoog gegrepen door vrij gebrekkige elektronische uitrusting en ongeschikte bewapening. De Weasels hadden nog geen afstandsradar en het zoeken was eigenlijk niet vooraf gepland. De SA-2-sites werden altijd zwaar verdedigd en overlapten elkaar vaak; in veel gevallen vielen meerdere sites in direct bereik van de Iron Hand-vlucht. Hierdoor moesten de toestellen zich behalve aan de SAM-dreiging ook blootgeven aan de zwaarste concentraties van vijandelijke luchtafweer met kanonnen, automatische wapens en wapens van klein kaliber. Het gebruik van bommen of ongeleide raketten vereiste fysieke waarneming van het doel vanuit de lucht en door de noodzakelijk vliegbewegingen om deze wapens af te werpen werden de toestellen hierbij continu aan de vijandelijke luchtafweer blootgesteld.
F-105-vliegers wisten dat de Weasel-capaciteit belangrijk was voor het waarnemen, storen en vermijden van vijandelijke radargeleide wapens. Het was meteen merkbaar dat de vijandelijke radars aanmerkelijk korter werden aangezet na de aanvang van de Iron Hand-operaties. Het hoofddoel voor de vliegers van 469th TFS was bescherming van de aanvalsmacht door vooraf verkennen en vermijden van de SA-2-sites; slechts indien het niet anders kon werden de noodzakelijke search and destroy-acties tegen een site genomen. 

## Middelen
Met de aanschaf van de AGM-45A Shrike-raket werd fysieke waarneming van het doel overbodig en werd met relatief minder risico maximale schade aangericht. In de beginfase (1966) was de Shrike echter nog beperkt door zijn kleine lading en de gevoeligheid voor straling van meerdere radars tegelijk. De latere versies (1968+) hadden hier geen last meer van. 

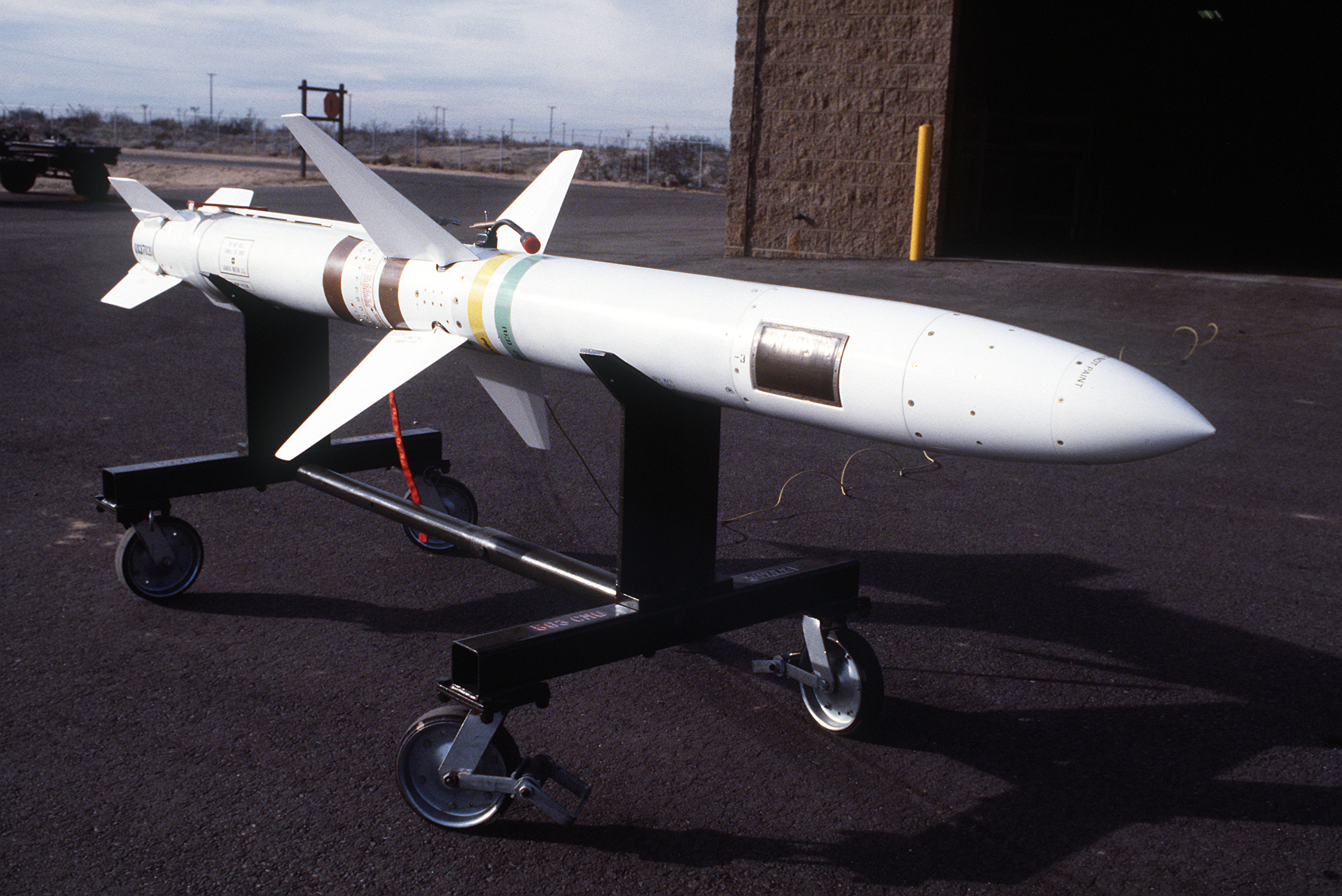
De AGM-45A Shrike antiradarraket

De Shrike, die heden nog steeds wordt gebruikt, is een raket die bepaalde soorten radarstraling herkent en die zichzelf naar de bron van deze straling toestuurt. Als de radar niet wordt afgezet explodeert de Shrike in de radar en schakelt hij deze uit. Als de radar wordt afgezet verliest de operator zijn luchtbeeld en kunnen de SA-2’s niet worden afgeschoten. De Shrike zoekt dan net zo lang naar een ander doel in de regio tot zijn brandstof op is. 
Door het APR 25-/APR 26-(Vector)systeem in de F-105’s verkreeg men echter een stijging in capaciteit bij de Iron Hand-missie en kon men andere aanvalsmissies waarschuwen voor vijandelijke wapens en vijandelijke radargeleide ground controlled intercept (GCI)radardekking.

## Tactiek
Een Wild Weasel-missie bestaat uit twee delen 
- Iron Hand - ter storing en onderdrukking

- Wild Weasel - ter vernietiging

De tactiek bij de Iron Hand-missie werd primair ontworpen om SA-2 en radargeleide luchtafweer met kanonnen tijdens de nadering, de aanvalsrun en de ontsnapping van de aanvalsmacht te onderdrukken. Hierbij worden de SA-2 Fan Song en Fire Can-radars gestoord en als dat niet voldoende is met AGM-45 Shrikes vernietigd of beschadigd. (De namen Fan Song en Fire Can werden aan deze typen SA-2-sturings- en -doelvolgradar gegeven vanwege resp. het zoemende ventilatorgeluid en het ratelende geluid dat de vliegers in de koptelefoon hoorden als ze door deze typen radars werden aangestraald). 
De bedoeling van Iron Hand is dat de vijandelijke radaroperators hun radars afzetten waardoor hun luchtbeeld verloren gaat en de aanvalsmacht ongehinderd verder vliegt. Tegelijkertijd dienen Iron Hand-acties als afleiding van de vijandelijke radaroperators voor de hoofdaanvalsmacht; dit is op zichzelf ook al een vorm van onderdrukking. 
De vernietiging van een SA-2-site is bij de onderdrukking van secundair belang en wordt in een normaal geval niet toegepast, tenzij een site kan worden uitgeschakeld zonder dat dit gevaar oplevert voor de missie. Voor speciale doelen is de vernietiging van de SA-2-site echter wel de beste en meest permanente vorm van onderdrukking. 
De Wild Weasel-tactiek is specifiek gericht op uitschakeling van een site. De beschermende radaronderdrukking voor de aanvalsmacht is hierbij geen optie en de Weaselvlucht richt zijn hele inspanning op het zoeken en uitschakelen van alle SA-2-radars. Vanaf 1967 werd deze tactiek alleen toegepast bij naderingsvluchten op lagere hoogten waarbij voor de aanvalsmacht geen directe bescherming nodig was.